# کوتکی (استان اشوی‌داشکسیه)
کوتکی (به لهستانی: Kotki) یک منطقهٔ مسکونی در لهستان است که در گمینا بوسکو-زدروی واقع شده‌است.